# Scelidocteus pachypus
Scelidocteus pachypus är en spindelart som beskrevs av Simon 1907. Scelidocteus pachypus ingår i släktet Scelidocteus och familjen Palpimanidae. Inga underarter finns listade i Catalogue of Life.